# Tibor Zsíros
Tibor Zsíros, (Budapest, Hungría, 8 de junio de 1930 - Budapest, Hungría, 13 de febrero de 2013) fue un jugador húngaro de baloncesto. Consiguió 2 medallas en competiciones internacionales con Hungría. 